# NGC 9
NGC 9 je galaksija u zviježđu Pegaz.

## Vanjske poveznice
- SEDS: NGC 0009